# رز ویرجینیایی
رز ویرجینیایی (نام علمی: Rosa virginiana) از سرده رزها، تیره گلسرخیان می‌باشد. این گل از گل‌های خانواده برگریز می‌باشد. این گل، گل بومی آمریکای شمالی است.  